# Pavonia hoehnei
Pavonia hoehnei är en malvaväxtart som beskrevs av E. G. Baker. Pavonia hoehnei ingår i släktet påfågelsmalvor, och familjen malvaväxter. Inga underarter finns listade i Catalogue of Life.